# Ciclodextrină
Ciclodextrinele reprezintă o familie de oligozaharide ciclice alcătuite dintr-un macrociclu format din mai multe molecule de glucoză legate prin legături glicozidice de tip α-1,4. Ciclodextrinele sunt obținute din amidon prin procese de conversie enzimatică și sunt utilizate în industria alimentară, farmaceutică, chimică și în agricultură și în ingineria mediului.

Structura chimică a celor trei tipuri principale de ciclodextrine

## Structură

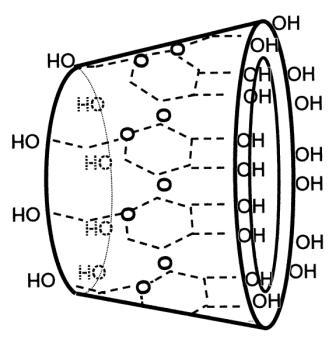
Structura de toroid specifică aranjamentului spațial al ciclodextrinelor

Ciclodextrinele sunt compuse din 5 sau mai multe unități de α-D-glucopiranozidă, legate 1->4, în mod analog moleculei de amiloză (component al amidonului). Cea mai mare ciclodextrină conține 32 unități 1,4-anhidroglucopiranozidice. Cele mai comune ciclodextrine conțin între 6 și 8 unități de glucoză în ciclu, ceea ce le imprimă o formă de con (asemănătoare unui toroid). Acestea sunt:
- α (alfa)-ciclodextrină: 6 subunități de glucoză
- β (beta)-ciclodextrină: 7 subunități de glucoză
- γ (gama)-ciclodextrină: 8 subunități de glucoză

## Sinteză
Ciclodextrinele sunt sintetizate în urma tratamentului enzimatic al amidonului. Adesea este utilizată enzima ciclodextrin-glicoziltransferaza (CGT) împreună cu enzima α-amilaza. În prima etapă are loc lichefierea amidonului prin tratament termic sau enzimatic (cu α-amilaza), iar apoi CGT este adăugată în mediul de reacție pentru a realiza conversia enzimatică. Se obține un amestec de ciclodextrine, în principal din cele trei tipuri de molecule, în raporturi care depind strict de natura enzimei care a fost utilizată. Purificarea celor trei ciclodextrine se bazează pe diferența de solubilitate în apă pe care acestea o prezintă.

## Aplicații

### Transportul medicamentelor
Ciclodextrinele prezintă avantajul de a avea un interior predominant hidrofob și un exterior hidrofil, ceea ce permite formarea de complecși prin interacția cu compuși hidrofobi. Alfa-, beta- și gama-ciclodextrinele sunt recunoscute ca fiind sigure de către FDA. Ciclodextrinele au fost utilizate pentru transportul unei mari varietăți de medicamente, incluzând hidrocortizonul, prostaglandine, nitroglicerina, itraconazolul și cloramfenicolul. Mai mult, ciclodextrinele conferă solubilitate și stabilitate acestor substanțe medicamentoase.